# トリブヌス・ミリトゥム
トリブヌス・ミリトゥム（ラテン語: tribunus militum）は、古代ローマの軍団（レギオー）における高級将校・幕僚。語義は「兵士の長」。「軍団司令官」などと訳されることもあるが、実戦の司令官ではなかったとされている。
共和政ローマでは、元老院議員クラスから選出され、1個軍団当たり定員6名が配属された。たとえば、コンスル（執政官）が4個軍団を率いると、計24名のトリブヌス・ミリトゥムがいた計算になる。
元々は執政官や独裁官が選出していたが、紀元前311年の護民官、ルキウス・アティリウスとガイウス・マルキウスの提出した法によって、トリブス民会で選出されるようになる。当時の人数は、4つの軍団に16名であった。
各軍団の6名は、2名ずつ3組に分かれ、2か月ごとに交代で軍団を統括した。マリウスの軍制改革以降では、レガトゥス・レギオニス（軍団長）配下の幕僚として働いた。実戦においてコホルス（歩兵大隊）やマニプルス（歩兵中隊）などの部隊を指揮することはなかったようである。